# Акцентологія
Акцентоло́гія (лат. accentus — наголос, грец. λογος — вчення) — вчення про наголос, інтонацію та тривалість голосних звуків (часокількість).
Акцентологія вивчає і характеризує систему словесних наголосів, їх історичні зміни в окремих мовах та взаємозв'язки у групі споріднених мов, переважно індоєвропейських. Наприклад, сучасним мовознавством визнано, що східнослов'янські та південнослов'янські мови є важливим джерелом для відтворення найдавнішої акцентологічної системи всіх слов'янських мов.
Для української мови започаткована дилетантськими працями Ганкевича, Верхрадського, Гануша та ін., потім знайшла наукове опрацювання в розвідках Синявського, Огієнка (сучасний наголос - опис), Веселовської (наголос у старих текстах).
Велику цінність мають східнослов'янські писемні пам'ятки, в яких позначено наголос.
В Україні питання акцентології розробляв Леонід Булаховський.